# Jean Curion
 (juillet 2011).
Si vous disposez d'ouvrages ou d'articles de référence ou si vous connaissez des sites web de qualité traitant du thème abordé ici, merci de compléter l'article en donnant les références utiles à sa vérifiabilité et en les liant à la section « Notes et références ».
Jean Curion, médecin allemand, né à Rheinberg près de Cologne, il exerça à Erfurt jusqu'à sa mort en 1561.
Il étudia la médecine à Erfurt, y obtint le doctorat, puis une chaire, et l'emploi de médecin-physicien, qu'il exerça jusqu'à sa mort, arrivée en 1561. Il n'est guère connu que par une édition de l'École de Salerne, qu'il a publiée avec des notes, et qui a été plusieurs fois imprimée.

## Publications
- De Conservanda Bona Valetudine opusculum Scholae Salernitanae, ad Regem Angliae : cum Arnoldi Novicomensis, Medici et Philosophi antiqui Enarrationibus utilissimis, denuo recognitis et auctis, per Ioan. Curionem et Jac. Crellium. Item, de Electione meliorum Simplicium... Othonis Cremonensis. De moderatione cibi et potus... Philippi Melanthonis. De ne victus salubris ratione privatorum Polybii tractatus, Andernaco interpr. Francfort-sur-le-Main, Charistian Egenolf, 1554. (avec la coll.de Jacques Crellius). Cet ouvrage recueille les célèbres préceptes de l'École de Salerne. Les dictons sont accompagnés de longs commentaires. À la fin on trouve les vers latins d'Othon de Crémone sur les vertus des plantes et un extrait d'un ouvrage de Melanchton (liber de anima) qui préconise la modération à table. L'ouvrage est illustré par Hans Sebald Beham. L'édition de 1582 contient aussi une traduction allemande en vers populaires (non présente en 1554).

## Source partielle
« Jean Curion », dans Louis-Gabriel Michaud, Biographie universelle ancienne et moderne : histoire par ordre alphabétique de la vie publique et privée de tous les hommes avec la collaboration de plus de 300 savants et littérateurs français ou étrangers, 2e édition, 1843-1865 [détail de l’édition]